# 北川真由美
北川 真由美（きたがわ まゆみ、1957年11月22日 - ）は、日本の女優。

## 来歴・人物
東京都足立区出身。東京都立京橋高等学校卒、青年座研究所2期卒。劇団青年座に所属していた。
身長153cm。体重47kg。趣味は茶道、社交ダンス、バスケットボール。特技はギターの弾き語り。
1978年3月の青年座研究所卒業後、テレビ朝日『みごろ!ゴロゴロ!大放送!!（『みごろ!たべごろ!笑いごろ!』の後身番組）』にて、解散のため降板したキャンディーズの「二代目」を選出するオーディションにてその候補に選ばれ、同年6月の最終選考で渡井なおみ、岡広いづみと共にその「二代目」に選ばれ、同番組にレギュラー出演。以後、この三人組で女性アイドルグループ・フィーバーとして活動していた。

## 出演作品

### テレビドラマ
- 秋のシナリオ
- 朝比奈周平ミステリー
- アフリカの夜
- いばらの償い
- 想い出づくり。
- 温泉へ行こう
- このこ誰の子?
- コラ!なんばしょっと
- 淋しいのはお前だけじゃない
- 天うらら
- 続・星の金貨
- 泣いてたまるか
- やまとなでしこ（魚春・冷やかしおばさん）
- 遺言状戦争
- ニュードキュメンタリードラマ昭和 松本清張事件にせまる 第19回「甘粕正彦の死」

### 映画
- さくら隊散る

### 舞台
- 茶わんのかけら（みつ子）

### テレビアニメ
- 名探偵コナン（1996年、綾城紀子）

### CM
- プロクター・アンド・ギャンブル